# Gnathopalystes pallidus
Espèce
Synonymes
- Cheiracanthium pallidum Rainbow, 1920

Gnathopalystes pallidus est une espèce d'araignées aranéomorphes de la famille des Sparassidae.

## Distribution
Cette espèce est endémique de l'île Lord Howe en Australie.

## Description
La carapace du mâle syntype mesure 2,7 mm sur 2,4 mm et son abdomen 3,2 mm sur 1,8 mm. La carapace de la femelle syntype mesure 3,2 mm sur 2,4 mm et son abdomen 4 mm sur 2,4 mm.

## Systématique et taxinomie
Cette espèce a été décrite sous le protonyme Cheiracanthium pallidum par Rainbow en 1920. Elle est placée dans le genre Gnathopalystes par Raven et Hebron en 2024.

## Publication originale
- Rainbow, 1920 : « Arachnida from Lord Howe and Norfolk Islands. » Records of the South Australian Museum, vol. 1, p. 229-272 (texte intégral).